# Base aérienne comte Ignatiev
La base aérienne comte Ignatiev est située en Bulgarie dans le village de Cheshnegirovo. Elle est la 3e base aérienne de chasseurs (3-та ИАБ).

## Historique
Elle fut construite avec l'aide de l'armée allemande dans les années 1930. À partir de 1940 elle accueillait des unités aériennes de la Bulgarie.
Elle porte le nom du comte Alexeï Alexeïevitch Ignatiev.

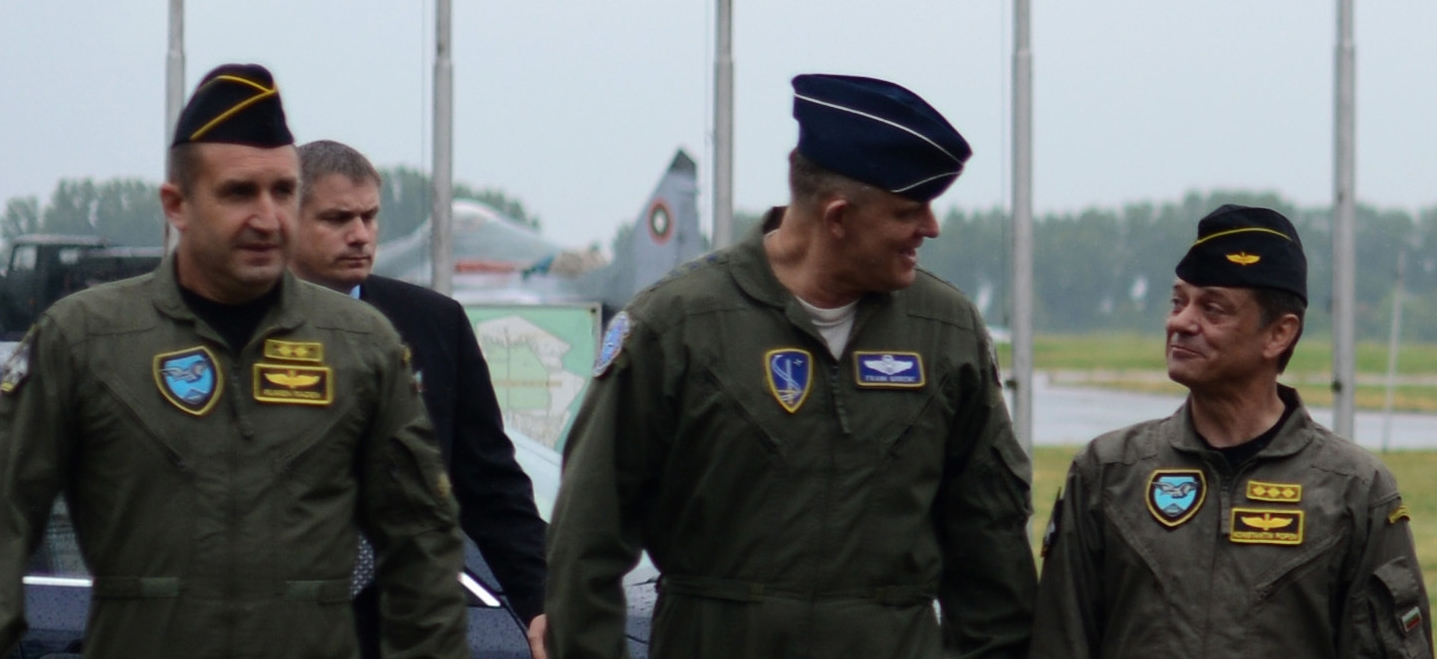
Roumen Radev en 2015.

## Situation
| \| 20 km1:1 354 000 \| Balchik Bezmer Bohot Bohot-LM Buhovtsi/Targovichte Bourgas Dobroslavtsi Dolna Banya Dolna Mitropoliya Erden Gabrovnitsa Gorna Oryahovitsa Graf Ignatievo Grivitsa Ihtiman Izgrev Kalvacha Kaynardzha Lesnovo Malevo Plovdiv Polikraichte Primorsko Ravnets Roussé Silistra Sliven Sofia Stara Zagora Varna Vidine |
| 20 km1:1 354 000 |